# Charles Noland
Charles Noland is een Amerikaans acteur.

## Biografie
Noland studeerde af met een master of fine arts aan de Universiteit van Californië - Davis. Hierna haalde hij zijn bachelor of arts aan de Universiteit van Californië - Santa Cruz.
Noland is naast acteur ook actief als leraar, hij heeft les gegeven aan de California State University - Fresno, het Orange Coast College in Costa Mesa, Bakersfield College in Bakersfield en de Universiteit van Californië - Davis.

## Filmografie

### Films
Selectie:
- 2003 Old School – als Beav
- 2002 S1m0ne – als rechercheur
- 2001 Blow – als Jack Stevens
- 1994 The Little Rascals – als Amisch man
- 1992 Wayne's World – als Ron Paxton

### Televisieseries
Selectie:
- 2017 One Mississippi - als Clancy - 2 afl.
- 1999-2006 The West Wing – als verslaggever Steve – 43 afl.
- 1995-1997 ER – als E-Ray – 13 afl.
- 1993-1994 Bakersfield P.D. – als Fred – 2 afl.
- 1990 Hunter – als Elmer Bickey – 2 afl.

- International Standard Name Identifier: 0000 0003 6764 4276
- Library of Congress Control Number: no2012042497
- Virtual International Authority File: 233029947
- WorldCat: E39PBJbWxGBFbBwRf8mbYXJxDq